# ليس (نهر)

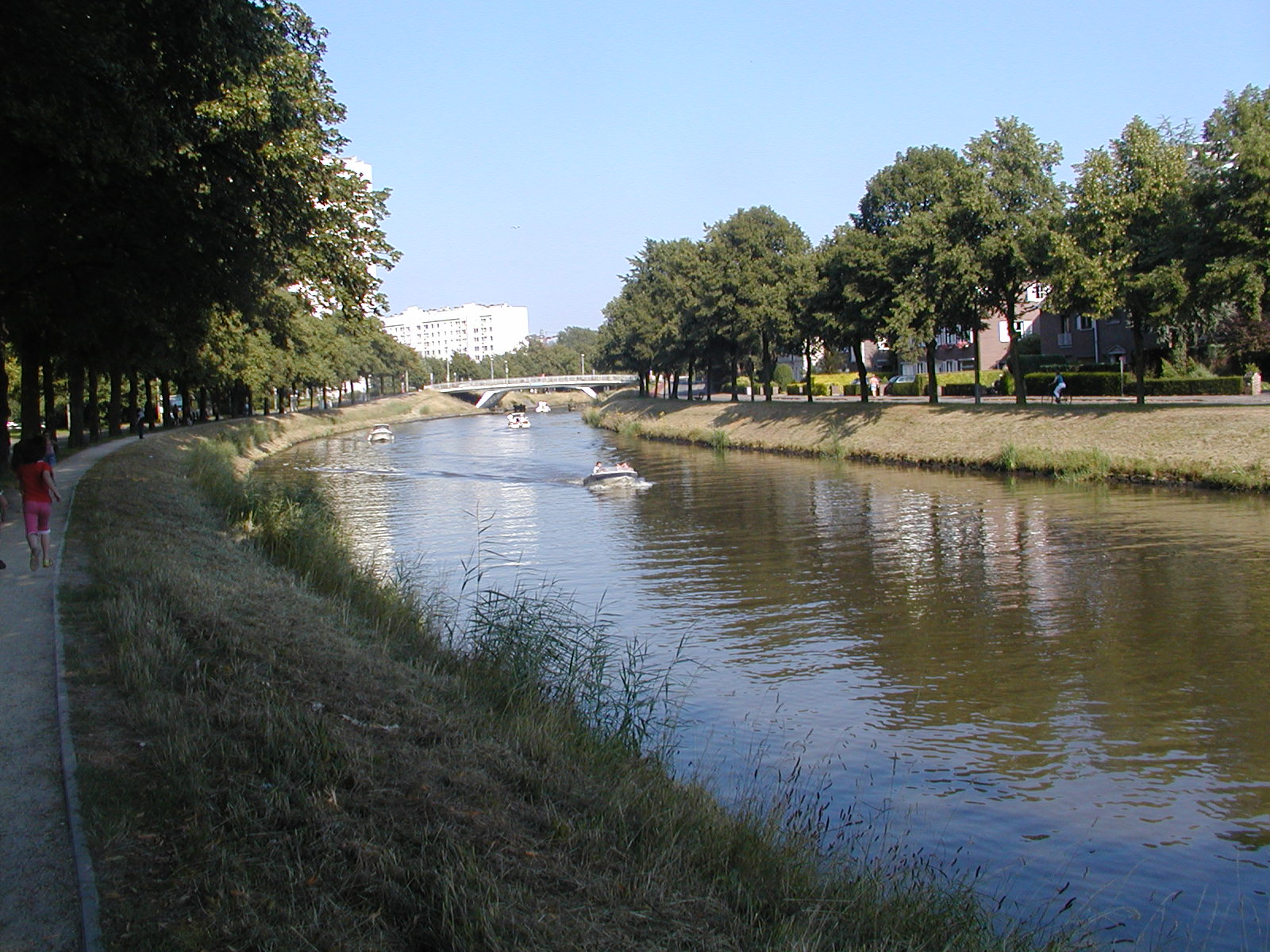
صورة لنهر ليس.

ليس (بالفرنسية: Lys)‏ هو نهر يمتد في كل من فرنسا وبلجيكا. منبعه في باد كاليه في فرنسا.